# そして今は… (ビリー・ジョエルの曲)
「そして今は…」（原題：And So It Goes）は、ビリー・ジョエルの楽曲。アメリカではアルバム『ストーム・フロント』からの第6弾シングルとしてリリースされた。

## 解説
アルバム『ストーム・フロント』からのシングルで、同アルバムの最終曲として収録されている。アメリカでは37位であったが、日本では(ザッツ)ノット・ハー・スタイルに次いでシングルカットされ、12位を記録した。渡辺美里が、シングル「yes」のカップリング曲としてカヴァーしており、『My Favorite Songs 〜うたの木シネマ〜』にも収録されている。

## 収録アルバム
- 『ストーム・フロント』
- 『ビリー・ザ・ベスト 3』[3]
- 『ラヴ・ソングス』[4]